# Razveh
Razveh (farsi رزوه) è una città dello shahrestān di Chadegan, circoscrizione Centrale, nella Provincia di Esfahan. 